# Ridge Racer 2 (videogioco 2006)
Ridge Racer 2, pubblicato in Giappone come Ridge Racers 2 (リッジレーサーズ2?, Rijji Rēsāzu Tsu), è un simulatore di guida sviluppato da Namco e pubblicato da Namco Bandai Games per la PlayStation Portable.
Il gioco riprende tutti i contenuti del precedente Ridge Racer uscito nel 2004 sempre su PlayStation Portable, più nuovi brani e tracciati ripresi dai precedenti episodi della serie usciti su PlayStation e in sala giochi.
È stato ripubblicato per PlayStation 4 e PlayStation 5 nel 2022 e reso inizialmente disponibile solamente tramite abbonamento PlayStation Plus Premium, e nel 2023 come titolo regolarmente acquistabile da tutti sul PlayStation Store, incluso il Nord America, dove la data di rilascio originale per PlayStation Portable venne cancellata.

## Accoglienza
Il gioco ha ricevuto recensioni "medie" secondo il sito di aggregazione di recensioni Metacritic.
Mentre Ridge Racer 2 è stato ancora elogiato per gli stessi punti del titolo precedente, i recensori sono rimasti delusi dal fatto che il gioco sia poco diverso da esso. Il gioco gira sullo stesso motore grafico e l'aspetto visivo è quasi identico, con i cambiamenti più importanti come corsi aggiuntivi. In Giappone, Famitsū ha dato un punteggio di un sette, due otto e un nove per un totale di 32 su 40.
La rivista Play Generation diede al gioco un punteggio di 92/100, trovandolo un arcade che non apportava alcun miglioramento rispetto all'originale, ma rimaneva comunque un ottimo titolo.